# Janusz Baszyński
Janusz Władysław Baszyński (ur. 13 lutego 1936 w Koźminie Wielkopolskim, zm. 25 listopada 2019 w Poznaniu) – polski fizyk, prof. dr hab.

## Życiorys
Syn Ignacego i Pelagii. Obronił pracę doktorską, następnie uzyskał stopień doktora habilitowanego. 9 marca 1992 nadano mu tytuł profesora w zakresie nauk fizycznych. Piastował stanowisko profesora w Instytucie Fizyki Molekularnej Polskiej Akademii Nauk. Od 1968 do 1981 był dyrektorem ds. technicznych IFM PAN.
W 1977 zajął się kierowaniem Zespołu Stopów Magnetycznych.
Zmarł 25 listopada 2019.

## Nagrody
- Nagroda Sekretarza Naukowego PAN (trzykrotnie)[2].